# Domèvre-sur-Avière
Domèvre-sur-Avière är en kommun i departementet Vosges i regionen Grand Est (tidigare regionen Lorraine) i nordöstra Frankrike. Kommunen ligger i kantonen Épinal-Ouest som tillhör arrondissementet Épinal. År 2022 hade Domèvre-sur-Avière 433 invånare.

## Befolkningsutveckling
Antalet invånare i kommunen Domèvre-sur-Avière
| Referens: INSEE |